# Krasnyj (rejon anapski)
Krasnyj (ros. Красный) – chutor w Rosji, w Kraju Krasnodarskim, w rejonie anapskim. W 2010 liczył 939 mieszkańców.